# Thiago Santos
Thiago de Lima Santos (ur. 7 stycznia 1984 w Rio de Janeiro) – brazylijski zawodnik mieszanych sztuk walki (MMA). Były zawodnik oraz pretendent do pasa UFC w wadze półciężkiej. Aktualnie związany kontraktem z PFL. 

## Życiorys
Urodził się w ubogiej rodzinie w Rio de Janeiro. We wczesnym dzieciństwie cierpiał na niezdiagnozowaną chorobę, w wyniku której w jego żołądku wyrosły torbiele, które jednak zostały usunięte chirurgicznie. W czasie jednej z powodzi, które od czasu do czasu nawiedziły miasto, rodzina Santosa straciła cały dobytek i po okresie bezdomności zamieszkała w cieszącej się złą sławą dzielnicy Cidade de Deus. Ojciec Santosa zmarł zaledwie kilka dni po jego debiucie w mieszanych sztukach walki w 2010 roku.

## Osiągnięcia i nagrody

### Mieszane sztuki walki
- Ultimate Fighting Championship
  - Bonus za występ wieczoru (cztery razy) vs. Steve Bossé (2015)[6], Jack Marshman (2017)[7], Jimi Manuwa (2018)[8], Jan Błachowicz (2019)[9]
  - Bonus za walkę wieczoru (trzy razy) vs. Anthony Smith (2018)[10], Eryk Anders (2018)[11], Jamahal Hill (2022)[12]

- MMATorch.com
  - 2015: Najlepszy nokaut półrocza vs. Steve Bossé[13]
- MMAjunkie.com
  - 2018: Runda roku (runda 1) vs. Jimi Manuwa[14]
  - 2018: Walka miesiąca grudzień vs. Jimi Manuwa[15]
  - 2018: Nieznany zawodnik roku[16]

## Lista zawodowych walk MMA
| Wynik     | Bilans    | Przeciwnik (bilans przed walką) | Rozstrzygnięcie                          | Runda | Czas | Gala                                    | Data       | Miejsce        | Uwagi |
| --------- | --------- | ------------------------------- | ---------------------------------------- | ----- | ---- | --------------------------------------- | ---------- | -------------- | --- |
| Przegrana | 22-13 (1) | Denis Golcow (33-8)             | TKO (ciosy pięściami)                    | 1     | 2:22 | PFL 4: 2024 Regular Season              | 13.06.2024 | Uncasville     | Playoffy sezonu regularnego PFL 2024 w wadze ciężkiej |
| Przegrana | 22-12 (1) | Yoel Romero (15-7)              | Decyzja (jednogłośna)                    | 3     | 5:00 | PFL vs. Bellator: CHAMPS                | 24.02.2024 | Rijad          | Playoffy sezonu regularnego PFL 2023 w wadze półciężkiej |
| Nieodbyta | 22-11 (1) | Rob Wilkinson (17-2)            | No Contest (zmiana werdyktu)             | 3     | 5:00 | PFL 1: 2023 Regular Season              | 01.04.2023 | Las Vegas      | Playoffy sezonu regularnego PFL 2023 w wadze półciężkiej. Debiut w PFL. Co-Main Event. Santos i Wilkinson zostali złapani na stosowaniu dopingu, wynik pojedynku został zmieniony na no contest. Początkowo zwycięstwo Australijczyka przez jednogłośną decyzję sędziów |
| Przegrana | 22-11     | Jamahal Hill (10-1. 1NC)        | TKO (ciosy pięściami i łokcie)           | 4     | 2:31 | UFC on ESPN: Santos vs. Hill            | 06.08.2022 | Las Vegas      | Bonus za walkę wieczoru. Main Event |
| Przegrana | 22-10     | Magomied Ankalajew (16-1)       | Decyzja (jednogłośna)                    | 5     | 5:00 | UFC Fight Night: Santos vs. Ankalaev    | 12.03.2022 | Las Vegas      | Main Event |
| Wygrana   | 22-9      | Johnny Walker (18-5)            | Decyzja (jednogłośna)                    | 5     | 5:00 | UFC Fight Night: Santos vs. Walker      | 02.10.2021 | Las Vegas      | Main Event |
| Przegrana | 21-9      | Aleksandar Rakić (13-2)         | Decyzja (jednogłośna)                    | 3     | 5:00 | UFC 259                                 | 06.03.2021 | Las Vegas      | |
| Przegrana | 21-8      | Glover Teixeira (31-7)          | Poddanie (duszenie zza pleców)           | 3     | 1:49 | UFC Fight Night: Santos vs. Teixeira    | 07.11.2020 | Las Vegas      | Main Event |
| Przegrana | 21-7      | Jon Jones (24-1)                | Decyzja (niejednogłośna)                 | 5     | 5:00 | UFC 239                                 | 06.07.2019 | Las Vegas      | Walka o pas mistrzowski UFC w wadze półciężkiej. Main Event |
| Wygrana   | 21-6      | Jan Błachowicz (23-7)           | TKO (ciosy pięściami)                    | 3     | 0:39 | UFC on ESPN+ 3: Błachowicz vs. Santos   | 23.02.2019 | Praga          | Eliminator do walki o pas mistrzowski UFC w wadze półciężkiej. Bonus za występ wieczoru. Main Event |
| Wygrana   | 20-6      | Jimi Manuwa (17-4)              | KO (cios)                                | 2     | 0:41 | UFC 231                                 | 08.12.2018 | Toronto        | Bonus za występ wieczoru |
| Wygrana   | 19-6      | Eryk Anders (11-1)              | TKO (przerwanie przez sędziego)          | 3     | 5:00 | UFC Fight Night: Santos vs. Anders      | 22.09.2018 | São Paulo      | Debiut w wadze półciężkiej. Bonus za walkę wieczoru. Main Event |
| Wygrana   | 18-6      | Kevin Holland (13-3)            | Decyzja (jednogłośna)                    | 3     | 5:00 | UFC 227                                 | 04.08.2018 | Los Angeles    | |
| Przegrana | 17-6      | David Branch (21-4)             | KO (ciosy)                               | 1     | 2:30 | UFC Fight Night: Barboza vs. Lee        | 21.04.2018 | Atlantic City  | |
| Wygrana   | 17-5      | Anthony Smith (29-12)           | TKO (kopnięcie i ciosy)                  | 2     | 1:03 | UFC Fight Night: Machida vs. Anders     | 03.02.2018 | Belém          | Bonus za walkę wieczoru |
| Wygrana   | 16-5      | Jack Hermansson (16-3)          | TKO (kopnięcie i ciosy)                  | 1     | 4:59 | UFC Fight Night: Brunson vs. Machida    | 28.10.2017 | São Paulo      | |
| Wygrana   | 15-5      | Gerald Meerschaert (27-8)       | TKO (ciosy)                              | 2     | 2:04 | UFC 213                                 | 08.07.2017 | Las Vegas      | |
| Wygrana   | 14-5      | Jack Marshman (21-5)            | TKO (wysokie kopnięcie z obrotu i ciosy) | 2     | 2:21 | UFC Fight Night: Lewis vs. Browne       | 19.02.2017 | Halifax        | Bonus za występ wieczoru |
| Przegrana | 13-5      | Eric Spicely (8-1)              | Poddanie (duszenie zza pleców)           | 1     | 2:58 | UFC Fight Night: Cyborg vs. Lansberg    | 24.09.2016 | Brasília       | |
| Przegrana | 13-4      | Gegard Mousasi (38-6-2)         | KO (ciosy)                               | 1     | 4:32 | UFC 200                                 | 09.07.2016 | Las Vegas      | |
| Wygrana   | 13-3      | Nate Marquardt (34-15-2)        | KO (ciosy)                               | 1     | 3:39 | UFC 198                                 | 14.05.2016 | Kurytyba       | |
| Wygrana   | 12-3      | Elias Theodorou (11-0)          | Decyzja (jednogłośna)                    | 3     | 5:00 | UFC Fight Night: Namajunas vs. VanZant  | 10.12.2015 | Las Vegas      | |
| Wygrana   | 11-3      | Steve Bossé (10-1)              | KO (kopnięcie na głowę)                  | 1     | 0:29 | UFC Fight Night: Machida vs. Romero     | 27.06.2015 | Hollywood      | Bonus za występ wieczoru |
| Wygrana   | 10-3      | Andy Enz (10-3)                 | TKO (kopnięcie i ciosy)                  | 1     | 1:56 | UFC 183                                 | 31.01.2015 | Las Vegas      | |
| Przegrana | 9-3       | Uriah Hall (8-4)                | Decyzja (jednogłośna)                    | 3     | 5:00 | UFC 175                                 | 05.07.2014 | Las Vegas      | |
| Wygrana   | 9-2       | Ronny Markes (14-2)             | TKO (kopnięcie i ciosy)                  | 1     | 0:53 | UFC Fight Night: Shogun vs. Henderson 2 | 23.03.2014 | Natal          | |
| Przegrana | 8-2       | Cezar Ferreira (5-2)            | Poddanie (duszenie gilotynowe)           | 1     | 0:47 | UFC 163                                 | 03.08.2013 | Rio de Janeiro | Debiut w UFC |
| Wygrana   | 8-1       | Denis Figueira (2-2)            | TKO (kopnięcie na głowę i ciosy)         | 1     | ?    | Watch Out Combat Show 20                | 27.07.2012 | Rio de Janeiro | |
| Przegrana | 7-1       | Vicente Luque (3-2-1)           | TKO (ciosy)                              | 1     | 4:50 | Spartan MMA 2012                        | 28.04.2012 | Sao Luis       | |
| Wygrana   | 7-0       | Junior Vidal (2-6)              | TKO (ciosy)                              | 1     | ?    | Watch Out Combat Show 18                | 03.03.2012 | Rio de Janeiro | |
| Wygrana   | 6-0       | Eneas Souza (0-0)               | Poddanie (duszenie zza pleców)           | 3     | 2:50 | Watch Out Combat Show 17                | 27.12.2011 | Rio de Janeiro | |
| Wygrana   | 5-0       | Marcos Viggiani (2-2)           | Decyzja (jednogłośna)                    | 3     | 5:00 | Spartan MMA 2011                        | 26.11.2011 | Rio de Janeiro | |
| Wygrana   | 4-0       | Rafael Braga (1-0)              | TKO (ciosy)                              | 1     | ?    | Explosion Fight                         | 13.08.2011 | Rio de Janeiro | |
| Wygrana   | 3-0       | Mauricio Chueke (3-1)           | Decyzja (jednogłośna)                    | 3     | 5:00 | Watch Out Combat Show 14                | 23.07.2011 | Rio de Janeiro | |
| Wygrana   | 2-0       | Gabriel Barreiro (0-0)          | TKO (rezygnacja z walki)                 | 2     | 1:53 | Senna Fight                             | 16.04.2011 | Rio de Janeiro | |
| Wygrana   | 1-0       | Guilherme Benedito (0-0)        | Decyzja (jednogłośna)                    | 3     | 5:00 | Watch Out Combat Show 10                | 10.10.2010 | Rio de Janeiro | Debiut w MMA |